# Vittorio Monti
Vittorio Monti, född 6 januari 1868, död 20 juni 1922, var en italiensk kompositör.
Monti var född i Neapel där han studerade violin och musikteori vid Conservatorio di San Pietro a Majella. Runt 1900 fick han arbetsuppgiften att bli dirigent för Lamoureux Orchestra i Paris där han skrev flera stycken baletter och operetter.
Hans mest kända verk är Csárdás, skriven runt 1904 och spelad av nästan varje romorkester.